# Arthur Bruce McDonald
Arthur "Art" Bruce McDonald (Sydney, Nova Escócia, 29 de agosto de 1943) é um físico canadense. É diretor do Observatório de Neutrinos de Sudbury. É professor da cátedra Gordon and Patricia Gray de astrofísica de partículas da Universidade de Queen em Kingston, Ontário. 
Recebeu o Nobel de Física de 2015, juntamente com Takaaki Kajita.

## Vida
Nascido em Sydney, Nova Escócia, McDonald obteve uma graduação com um B.Sc. em física em 1964, com um M.Sc. em física em 1965 na Universidade de Dalhousie na Nova Escócia. Obteve um Ph.D. em física no Instituto de Tecnologia da Califórnia.

## Carreira acadêmica
McDonald trabalhou como oficial pesquisador nos Laboratórios Chalk River no noroeste de Ottawa, de 1970 a 1982. Foi professor de física na Universidade de Princeton, de 1982 a 1989, seguindo para a Universidade de Queen. É membro do Instituto Perimeter de Física Teórica.

## Prêmios e condecorações
- 2003 Prêmio Tom W. Bonner de Física Nuclear
- 2004 Prêmio Bruno Pontecorvo
- 2006 oficial da Ordem do Canadá[6]
- 2007 Medalha Benjamin Franklin
- 2009 membro da Royal Society[7]
- 2011 Medalha Henry Marshall Tory da Sociedade Real do Canadá[8]
- 2015 Nobel de Física, com Takaaki Kajita, pela descoberta das oscilações do neutrino, mostrando que estes tem massa.[9]